# Ascogaster gonocephala
Ascogaster gonocephala är en stekelart som beskrevs av Wesmael 1835. Ascogaster gonocephala ingår i släktet Ascogaster och familjen bracksteklar. Inga underarter finns listade.